# 三河物語
《三河物語》（日语：みかわものがたり）是大久保忠教的自傳，交雜德川氏和大久保氏的歷史和功績，以及教導子孫武士生活方式的家訓。

## 概要
寬永3年（1626年）至寬永9年間成書，由上、中、下等3卷構成，上卷是家康之前的德川氏的事績，中卷和下卷是成為德川之世的記錄和大久保氏的功績，下卷還有忠教的經驗談等對子孫的訓誡。門外不出，本無公開的意圖，僅作為後世子孫的家訓，所以忠教忠實的表達自身的不滿、意見等。但是，和忠教的意思相反，寫本流傳於世。由於具備戰國時代至江戶時代初期的第一手史料，是許多歷史學者的參考資料。

## 關連作品
- 安彦良和，《三河物語》，漫畫日本的古典23。
- 宮城谷昌光，《新三河物語》。
- 童門冬二（日语：童門冬二），《老虫は消えず 小説大久保彦左衛門》。